# Llanrug
Llanrug är en ort och community i Storbritannien.   Den ligger i kommunen Gwynedd och riksdelen Wales, i den sydvästra delen av landet, 300 km nordväst om huvudstaden London. 
Vid folkräkningen 2011 hade communityn 2 911 invånare och tätorten Llanrug 1 916 invånare.